# Joan Laporta i Estruch

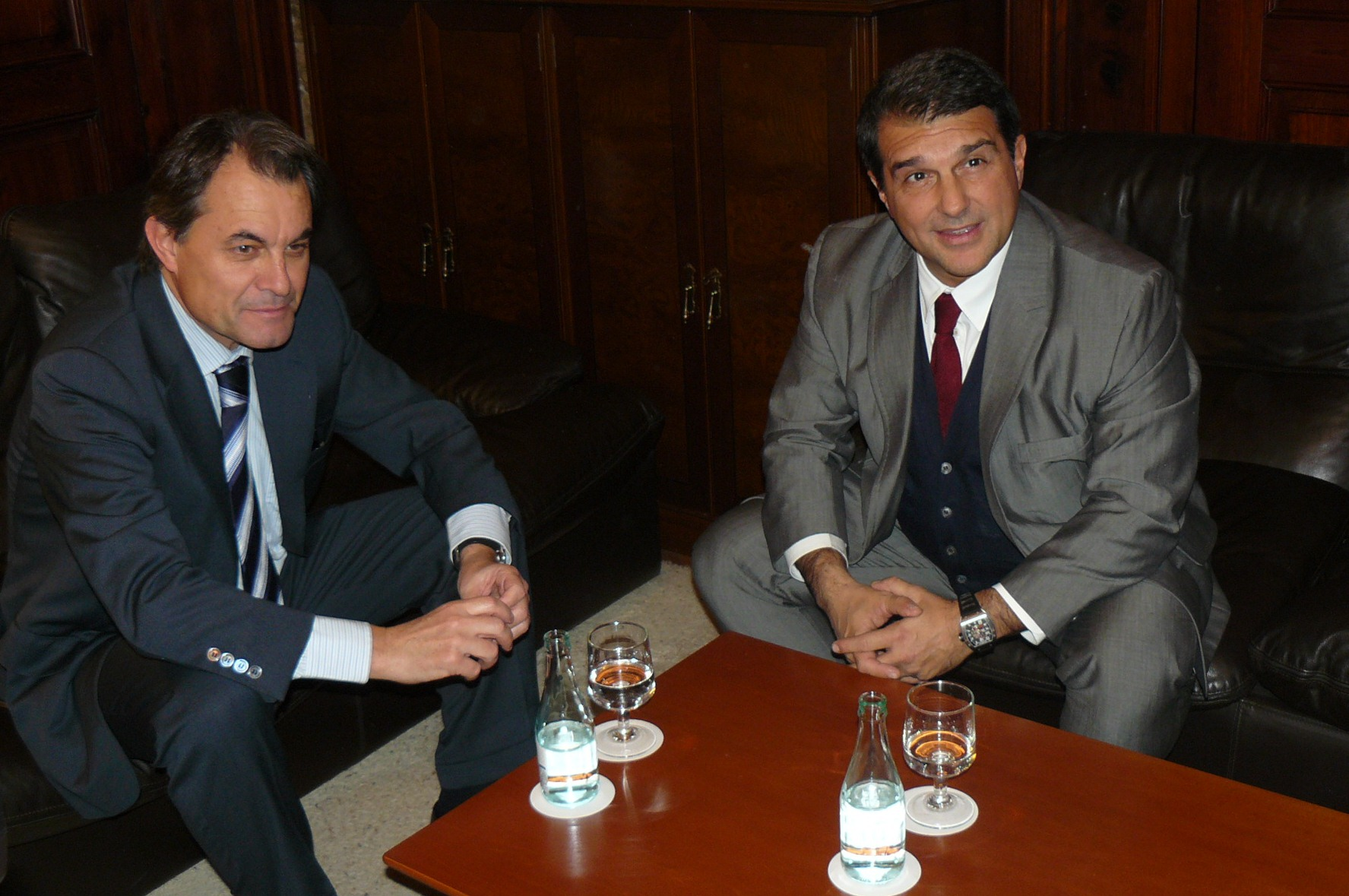
Joan Laporta en una reunió amb el president de la Generalitat, Artur Mas.

Joan Laporta i Estruch   (Barcelona, 29 de juny de 1962), també conegut com a Jan Laporta, és un advocat i polític català, actual president del Futbol Club Barcelona. Va ser diputat al Parlament de Catalunya com a cap de llista de Solidaritat Catalana per la Independència entre 2010 i 2012 i regidor a l'Ajuntament de Barcelona entre 2011 i 2015, per la llista Unitat per Barcelona.

## Formació i carrera professional
Joan Laporta és llicenciat en dret per la Universitat de Barcelona i va cursar un màster al Centre d'Estudis Superiors Abat Oliba de Barcelona.
Diplomat en dret mercantil pel Col·legi d'Advocats de Barcelona, s'especialitzà en aquest àmbit amb la fundació del gabinet Laporta & Arbós, Advocats Associats. També és professor col·laborador en el Seminari de Dret immobiliari i Registral de l'Escola Politècnica Superior d'Edificació de Barcelona, i ha estat assessor personal del cònsol japonès a Barcelona.

## Carrera al FC Barcelona

### Oposició al "nuñisme"
Com a destacat barcelonista i líder de la Plataforma Elefant Blau, l'any 1998 va presentar un vot de censura al llavors president Josep Lluís Núñez i a la seva junta directiva.
A les eleccions de l'any 2000, Joan Laporta va integrar-se en la candidatura de Lluís Bassat, el qual posteriorment fou el seu principal rival a les eleccions de 2003. L'any 2000, malgrat els bons resultats, van perdre davant Joan Gaspart.
Després de la dimissió del president Joan Gaspart, a mitjans de febrer de 2003, i del president interí Enric Reyna, que també va dimitir del seu càrrec a principis de maig de 2003, una Comissió Gestora presidida per Joan Trayter es feu càrrec del Club i convocà eleccions. Les eleccions de l'any 2003 són recordades per la gran quantitat de candidats que van aspirar a ser presidents del Club, sis en total; Joan Laporta, Lluís Bassat, Jaume Llauradó, Josep Martínez-Rovira, Josep Maria Minguella i Jordi Majó, i per l'alt índex de participació dels socis barcelonistes: un 53,8%.

### 2003-2010: Primer mandat com a president del club
Malgrat que a les enquestes inicials no partia com a favorit, Laporta va arribar a la presidència del FC Barcelona després de guanyar les eleccions celebrades el 15 de juny del 2003. La seva primera etapa, del 2003 al 2010, es caracteritzà pels nombrosos èxits esportius tant en el futbol com en les altres seccions esportives, però també per diverses polèmiques i la dimissió de part dels membres de la Junta Directiva inicial.
Des d'un punt de vista social, una de les primeres mesures que va prendre en arribar a la presidència de l'entitat blaugrana va ser erradicar la violència, especialment d'un sector del grup d'ultres Boixos Nois, per la qual cosa va rebre insults i amenaces de mort d'aquests aficionats.
Jordi Monés fou el primer directiu a dimitir de la junta directiva, per desavinences amb el president, seguit per Sandro Rosell, Josep Maria Bartomeu i Jordi Moix, que dimitiren el 2 de juny de 2005, seguits per Javier Faus, 3 setmanes després. El 21 d'octubre de 2005 fou obligat a dimitir Alejandro Echevarría, cunyat de Laporta i directiu responsable de seguretat del Club, després que Laporta fos acusat de mentir en l'Assemblea de Compromisaris respecte a la vinculació d'Echevarría amb la Fundació Nacional Francisco Franco.
Laporta es va presentar a la reelecció als comicis convocats pel 3 de setembre de 2006, sent investit president el dia 22 d'agost del 2006, ja que cap altre precandidat fou capaç de recollir les signatures de socis necessàries per poder concórrer a les eleccions.
El 6 de juliol del 2008 el seu mandat va ser sotmès a una moció de censura que aconseguí un 60% de vots favorables, però que no prosperà en ser inferior al 66% requerit. Després d'aquella moció, un grup de 8 directius, liderats pels vicepresidents Ferran Soriano, Marc Ingla i Albert Vicens, presentaren la seva dimissió. Després d'aquestes dimissions, a la junta directiva només hi quedaren 5 directius dels 16 que formaven part de la junta inicial del 2003.
Sota la seva presidència, el Futbol Club Barcelona fou el primer equip de futbol que va aconseguir fer un triplet (guanyar Champions, Copa i Lliga de futbol) la temporada 2008-2009 i l'únic club en guanyar els sis principals títols (Copa, Lliga, Champions, Supercopa d'Espanya, Supercopa d'Europa i Mundial de Clubs) en un any natural, el 2009, amb Pep Guardiola com a entrenador.
La seva presidència acabà l'estiu del 2010 quan, segons manen els estatuts, es convocaren unes eleccions a les quals no es pogué tornar a presentar en haver complert ja dos mandats consecutius. Sandro Rosell va guanyar les eleccions del 13 de juny de 2010, i va iniciar el seu mandat oficial com a president l'1 de juliol de 2010.

### 2015: Eleccions a la presidència del FC Barcelona
El 16 de juny de 2015 Laporta va anunciar oficialment la seva precandidatura a les eleccions a la presidència del FC Barcelona de 2015. El 22 de juny Laporta va desvelar que Éric Abidal seria el seu secretari tècnic en el nou projecte, i també altres cares conegudes s'integrarien dins el projecte de Laporta per als diferents esports: José Ramón Alexanko (futbol base), Ludovic Giuly (futbol), Roger Grimau i Audie Norris (bàsquet), Enric Masip (handbol) i Gaby Cairo (hoquei patins). L'1 de juliol va fer públic el seu projecte per al futbol base del club, que seria dirigit per José Ramón Alexanko i un dels punts bàsics del qual seria la creació de diverses escoles de formació arreu del món. Aquesta distribució descentralitzada permetria complir la reglamentació de la FIFA. Els quatre pilars de la seva candidatura van ser "Cruyff, la Masia, Catalunya i UNICEF".
El 8 de juliol la Junta Electoral va anunciar que la precandidatura, amb 3.068 avals (en calien 2.534) passava el tall, i esdevenia oficialment candidatura a la presidència, conjuntament amb les d'Agustí Benedito, Toni Freixa, i Josep Maria Bartomeu.
El 18 de juliol se celebraren les votacions, i amb una participació de 47.270 socis (43,12% del cens), Josep Maria Bartomeu va obtenir 25.823 vots (54,63%) i va guanyar les eleccions. Joan Laporta obtingué 15.615 vots (33,03%), Agustí Benedito 3.386 vots (7,16%) i finalment, Toni Freixa 1.750 vots (3,70%).

### 2021-present: Retorn a la presidència
El desembre de 2020 presenta la seva precandidatura per les XIV eleccions a la presidència del Futbol Club Barcelona sota el lema Estimem el Barça. El 7 de març de 2021 es van celebrar les eleccions i, amb una participació de 55.676 socis (50,8% del cens), Joan Laporta va guanyar-les amb el 54,28% dels vots.
Quan Joan Laporta va accedir de nou a la presidència, la situació estava marcada per la renovació de Messi i una plantilla amb contractes de llarga durada i salaris molt elevats fruit de la política de Bartomeu, que va convertir el Barça en la plantilla més ben pagada d'Europa malgrat que el rendiment esportiu anava davallant. L'auditoria presentada en octubre de 2021 va revelar que la gestió de Bartomeu va disparar la massa salarial d'un 61% entre 2018 i 2021, deixant un deute de 1.350 milions fins al març del 2021, despeses d'intermediació significatives i poc habituals en anys anteriors. El 10 d'agost es va anunciar que Messi havia fitxat pel París Saint-Germain de la Ligue 1 francesa com a agent lliure, posant fi a la seva etapa de 21 anys amb el Barça. Koeman va ser destituït com a entrenador el 28 d'octubre de 2021, i el 6 de novembre es va anunciar Xavi com a nou entrenador del club, amb un contracte fins a 2024. El 8 de desembre, el Barça va baixar a l'Europa League per primera vegada en 17 anys, en quedar tercer a la fase de grups de la Lliga de Campions 2021-22.

## Carrera política

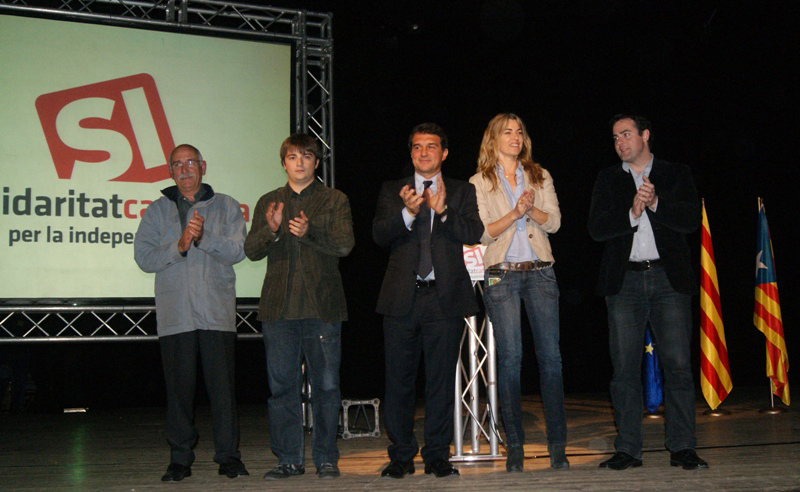
Joan Laporta en un acte de campanya de Solidaritat Catalana per la Independència (SI) a les eleccions al Parlament de Catalunya 2010.

Als anys 90 Joan Laporta va estar vinculat en el món de la política. L'any 1996 ingressà al Partit per la Independència (PI), juntament amb Pilar Rahola i Àngel Colom, entre d'altres. Ho feu de la mà d'Albert Perrín, un directiu que coneixia Colom des de l'Assemblea de Catalunya.
El desembre de 2009, davant de 4.000 persones que s'aplegaven a Vic en el míting final a favor de les consultes sobre la independència de Catalunya, Joan Laporta va fer una crida a la participació el 13-D per demostrar que «un país que s'està morint es desperta». Durant el míting, en què també va intervenir el director executiu d'Osona Decideix, Alfons López Tena, va cridar a la participació per demostrar al món «que Catalunya és viva». Durant un discurs que va durar deu minuts, també va argumentar que l'assoliment d'un Estat propi és l'única manera d'esdevenir «ciutadans de primera» Tres dies abans ja havia fet de forma «desacomplexadament catalanista» campanya pel sí a Tàrrega. Allà, amb un ampli ressò que ho testifiquen un equip de la BBC anglesa i un altre de TF1 francesa, Laporta va apel·lar al «somni català» i va animar a «lluitar pel que és nostre, per rebutjar la submissió i el vassallatge» a l'Estat espanyol i per «defensar la dignitat nacional», que no passa per altre camí que per «normalitzar la situació a Catalunya i ser un Estat».
El 26 de febrer de 2010 va intervenir a Sant Esteve d'en Bas en la campanya pel 28-F a la Garrotxa, al costat de l'Elisenda Paluzie i Jordi Bilbeny, amb l'objectiu de promoure el vot afirmatiu a la consulta sobre la independència del diumenge 28.
L'1 de març va estrenar el seu web polític que en les primeres sis hores va rebre 140.000 visites i el primer dia un total de 268.000. Segons anunciava el lloc web, és el punt de trobada de tots aquells que compartim el somni d'una nació catalana amb Estat propi.
El 21 de març de 2010 Joan Laporta va inaugurar la segona assemblea nacional de Reagrupament, tot i que posteriorment va crear un partit polític anomenat Democràcia Catalana.
El 20 de juliol juntament amb Uriel Bertran i Alfons López Tena va proposar que tots els partits catalanistes s'unissin en una mateixa coalició anomenada Solidaritat Catalana per la Independència. Després d'un procés obert de primàries al partit on participaren més de 150 candidatures, Joan Laporta fou triat com a cap de llista de Solidaritat Catalana per Barcelona a les eleccions al Parlament de Catalunya del 2010. A les Eleccions al Parlament de Catalunya del dia 28 de novembre del 2010, Joan Laporta surt elegit diputat de Solidaritat Catalana per la Independència, la seva formació política aconsegueix 4 diputats.
El 3 de març de 2011 anuncia que ell i el seu partit, Democràcia Catalana, no es presentarà amb la coalició SI a les eleccions municipals de Barcelona del 22 de maig. Anuncia alhora, una coalició amb ERC i RI. La coalició Unitat per Barcelona obté 33.593 vots i dos regidors, un d'ells per DC (Joan Laporta). Laporta va ser regidor fins a les següents eleccions, el 2015.

### Incidència judicial per l'ús del català
El 2 de març de 2015, Joan Laporta, expresident del FC Barcelona, es va negar a declarar en castellà davant el Jutjat de Primera Instància número 25 de Barcelona, on havia estat citat com a testimoni en un litigi entre el club i l'empresa MCM pel contracte publicitari de la façana de La Masia. El jutge li va demanar que s'expressés en castellà per deferència a l'advocat dels demandants, Mario Conde, d'origen gallec.
Laporta va rebutjar la petició argumentant: «Després d'estar aquí esperant des de les nou del matí, crec que tinc tot el dret a declarar en català, que és la meva pròpia llengua i la del meu país.»
Davant la negativa de Laporta, el magistrat Antonio Morales li va oferir la possibilitat de tornar a declarar en una altra sessió amb la presència d'un intèrpret. Laporta va considerar una falta de respecte que no s'hagués previst la presència d'un intèrpret des del principi.
Aquest episodi va generar debat públic sobre els drets lingüístics i l'ús del català en l'àmbit judicial.